# Ravil Magánov
Ravil Ulfátovich Magánov (en ruso: Рави́ль Ульфáтович Магáнов, en tártaro: Равил Өлфәт улы Мәганов) (Almétievsk, Tartaristán, 25 de septiembre de 1954-Moscú, 1 de septiembre de 2022) fue un magnate ruso, presidente de la compañía petrolífera rusa LUKoil.

## Biografía
Magánov nació en Almétievsk, Tartaristán, en la Unión Soviética, en 1954. Se graduó en la Universidad Estatal de Petróleo y Gas (Moscú,1977). Su padre, Ulfat Magánov, fue un ingeniero del campo de Almétievsk y de la oficina geofísica del trust Tatneftegeofizika. Dirigió el departamento de trabajos geofísicos de Almétievsk (1978-1998).
Su hermano menor es el empresario y político Nail Magánov.
Ravil Magánov fue uno de los fundadores de Lukoil (noviembre de 1991). Según la empresa, fue él quien imaginó y propuso el nombre de Lukoil. Tras ocupar varios cargos directivos —vicepresidente de producción de petróleo (1994), primer vicepresidente ejecutivo de la compañía (2006)—, fue nombrado presidente del consejo de administración en 2020.
Durante la invasión rusa de Ucrania, Magánov criticó el ataque ruso a Ucrania.
El 1 de septiembre de 2022 se informó de que Ravil había fallecido después de caer desde una ventana del Hospital Clínico Central de Moscú. La compañía petrolífera reconoció su muerte en un comunicado, diciendo que Magánov «murió a raíz de una enfermedad grave». Algunos medios han planteado la hipótesis de una conexión con otras muertes misteriosas rusas de 2022, como la de Aleksandr Subbotin de una parada cardíaca por la sesión con un chamán.